# مقاطعة أيرون (ويسكونسن)
مقاطعة أيرون (بالإنجليزية: Iron County, Wisconsin)‏ هي إحدى مقاطعات ولاية ويسكونسن في الولايات المتحدة. تأسست سنة 1893، وتبلغ مساحتها 919 ميل مربع (2,380 كـم2)، بلغ عدد سكانها 5916 نسمة في عام 2010 حسب إحصاء مكتب تعداد الولايات المتحدة .

## وصلات خارجية
- الموقع الرسمي
- United States Counties